# François Lamathe Dom Bédos de Celles de Salelles
François Lamathe Dom Bédos de Celles de Salelles (* 24. Januar 1709 in Caux bei Béziers; † 25. November 1779 in Paris in der Abtei Saint Denis; auch François Dom Bédos de Celles oder Dom Bédos genannt) war ein französischer Benediktiner, Orgelbauer, Gutachter und Schriftsteller, der 1759 zum korrespondierenden Mitglied der Akademie von Bordeaux gewählt wurde und 1767 in die Pariser Akademie der Wissenschaften aufgenommen wurde.

## Leben
Bédos de Celles, Dom François Lamathe (auch kurz Dom Bédos genannt), besuchte die Schule der Oratorianer in Pézenas und trat 1725 als Novize in das Benediktiner-Priorat Notre-Dame de la Daurade (Mauriner-Kongregation) in Toulouse ein. Dort erhielt er den Namenszusatz „Dom“ und wurde 1745 Kapitelsekretär der Abtei Sainte-Croix in Bordeaux. Er erbaute 1748 für diese Abtei eine große Orgel mit 38 Registern, die später in die Kathedrale Sainte André gelangte und 1998 im Rahmen einer viel beachteten Restaurierung wieder in die Abtei zurückkehrte. 1759 wurde Dom Bédos Mitglied der Akademie der Wissenschaften in Bordeaux. 1761/62 fertigte er in St. Vincent eine große Orgel. 1763 führte ihn eine Reise in das oberschwäbische Weingarten, wo er die Orgel von Joseph Gabler besuchte, deren Beschreibung und Abbildung er später in seinem Buch detailgetreu wiedergab.

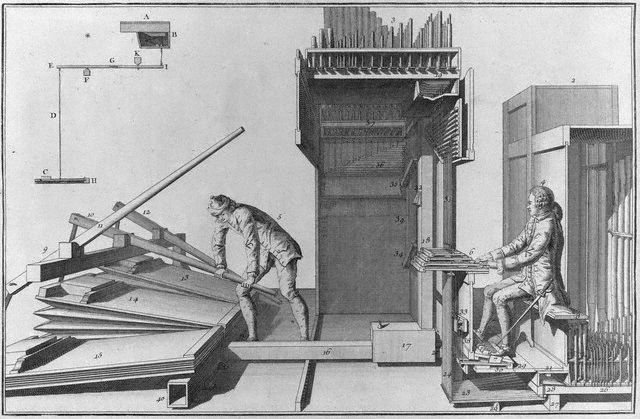
Zeichnung aus L'Art du facteur d'orgues

Im Auftrag der Pariser Akademie der Wissenschaften, deren korrespondierendes Mitglied er seit 1767 war, verfasste Dom Bédos 1766 bis 1778 das grundlegende Werk »L’Art du facteur d'orgues« (Die Kunst des Orgelbauers) mit vorzüglichen Zeichnungen und bis ins Detail genauen Beschreibungen. Er verfasste viele Orgelgutachten, unter anderem einen Prüfungsbericht über die neue Orgel in der Basilika Saint-Martin in Tours.

## Schriften
- Gnomonique pratique (Praktische Sonnenuhrenkunde). 1760, 1774.
- L’Art du facteur d'orgues (Die Kunst des Orgelbauers). 1766, 1770.

## Werkliste (Auswahl)
| Jahr | Ort      | Gebäude   | Bild | Manuale | Register | Bemerkungen                            |
| ---- | -------- | --------- | ---- | ------- | -------- | -------------------------------------- |
| 1748 | Bordeaux | Ste-Croix |      | V/P     | 38       | zuletzt 1997 durch Quoirin restauriert |